# Girolamo Canini
Pour les articles homonymes, voir Canini.
Girolamo Canini d’Anghiari (né vers 1551 à Anghiari - mort le 11 juillet 1631) est un écrivain italien de la Renaissance.

## Biographie
Girolamo Canini est neveu d’Angelo Canini. Il composa quelques ouvrages et publia un grand nombre de traductions. Parmi ses ouvrages, nous citerons :
- Historia della elettione e coronatione del re de’ Romani, etc., Venise, Giunta, 1612 in-4° ;
- Aforismi politici cavati dall’Historia di Francesco Guicciardini, Venise, 1625, in-12.

Canini traduisit en italien :
- Le traité de la Cour de Denis du Refuge, et il y joignit des notes, Venise, 1621, in-12 ;
- Les Aphorismes politiques sur Tacite de l’Espagnol de Baltasar Álamos de Barrientos : on les a réimprimés dans la traduction italienne des œuvres de Tacite donnée par Adriano Politi, Venise, Giunta, 1618 et 1620, in-4° ;
- L’Histoire de Louis XI de Pierre Matthieu, Venise, 1628, in-4° : il y joignit un Giuditio politico sopra la vita di esso re ;
- Les Lettres du cardinal d’Ossat, Venise, 1629, in-4° ;
- La Généalogie de la maison de Bourbon, Venise, 1638, in-4°.